# Katedra Matki Bożej Bolesnej w Wrexham
Katedra w Wrexham (ang. Cathedral Church of Our Lady of Sorrows) – katedra rzymskokatolicka w Wrexham. Główna świątynia diecezji Wrexham. Mieści się przy Regent Street.
Budowa świątyni zakończyła się w 1857, konsekrowana w 1857. Reprezentuje styl neogotycki. Projektantem świątyni był Edward Welby Pugin. Posiada jedną wieżę.